# Крутьки
Кру́тьки — село в Україні, у Золотоніському районі Черкаської області. Входить до складу Іркліївської сільської громади. У селі мешкає 1237 людей (2017 рік).

## Географія
Село розташоване на південний захід на відстані 17 км від селища Чорнобай, за 32 км від Черкас, по берегах річки Кропивна — лівої притоки Дніпра, на Придністровській низовині. Навколо села — поля, ліси. Площа населеного пункту — 547 га.

## Історія
На території села виявлено пам'ятки епохи пізньої бронзи, городище скіфської доби біля урочища Жидовиця — поселення скіфів-землеробів VI—V ст. до н. е.
Активна колонізація краю пов'язана з виникненням козацтва, відходом козаків з правого на лівий берег Дніпра. Поселення Крутьки одержало назву, ймовірно, від прізвища одного з перших його поселенців — козака Крутька.
Перша документальна згадка про Крутьки датується 1690 роком.
За Гетьманщини село Крутьки входило до складу Іркліївської сотні Переяславського полку.
З 1757 року Крутьки в складі відновленої Канівецької сотні того ж Переяславського полку, яка існувала до ліквідації полкового устрою у 1782 році.
У 1781 році Крутьки увійшли до Городиського повіту Київського намісництва.
З 1779 року у селі Миколаївська церква.
За описом Київського намісництва 1781 року в Крутьках було 158 хат. За описом 1787 року в селі проживало 444 душі. Було у володінні різного звання «казених людей», козаків і власників: бунчукового товариша Максима Требинського і військових товаришів Василя Гайдовського, Степана Устимовича і Василя Ходаківського.
З 1802 до 1917 року Крутьки належали до Мельниківської волості Золотоніського повіту Полтавської губернії.
Село є на мапі 1826-1840 років.
З березня 1923 року Крутьки — в складі Мельниківської сільської ради.
В лютому 1925 року сформовано Крутьківську сільську раду. В 1958 році до складу сільської ради входять села Чехівка, Дубинка, Червоне. В зв'язку з будівництвом Кременчуцького водоймища села Дубинка та Червоне переселені. Одним із таких переселених сіл стало селище Жовтневий Промінь (постановою Верховної Ради України від 12.05.2016р перейменоване на Журавлине), яке з 1960 року входить до складу Крутьківської сільської ради.

## Сьогодення
Станом на 01.01.2017 р. село Крутьки налічує 458 дворів, де проживає 1237 жителів. З 2006 року реорганізовано Крутьківський ФАП в лікарську амбулаторію загальної практики сімейної медицини. Працює будинок культури, Крутьківський навчально — виховний комплекс, контора СТОВ «Агроко», сільська рада, 8 приватних магазинів, церква Святителя Миколая Чудотворця, Крутьківський народний краєзнавчий музей імені Бориса Кіппи, поштове відділення, 4 фермерських господарства.

## Економіка
В адміністративних межах сільської ради знаходяться 5 садівничих товариств: «Авіатор», «Кристал», «Моноліт», «Чайка», «Чайка-2».

## Пам'ятки
- Підгірський заказник — ентомологічний заказник місцевого значення.

## Відомі люди
У селі Крутьки народилися:
- Дудура Іван Макарович (08.09.1918—?) — генерал-лейтенант, помер в м. Алма-Аті.
- Месевря Ольга Іванівна (1954) — поетеса, прозаїк, методист-філолог, літературознавець.
- Соломко Петро Михайлович[ru] (13.06.1902—1978) — генерал-майор, учасник радянсько-німецької війни 1941—1945 рр.
- Устименко Степан Якович (1917–1945) — Герой Радянського Союзу.

## Галерея

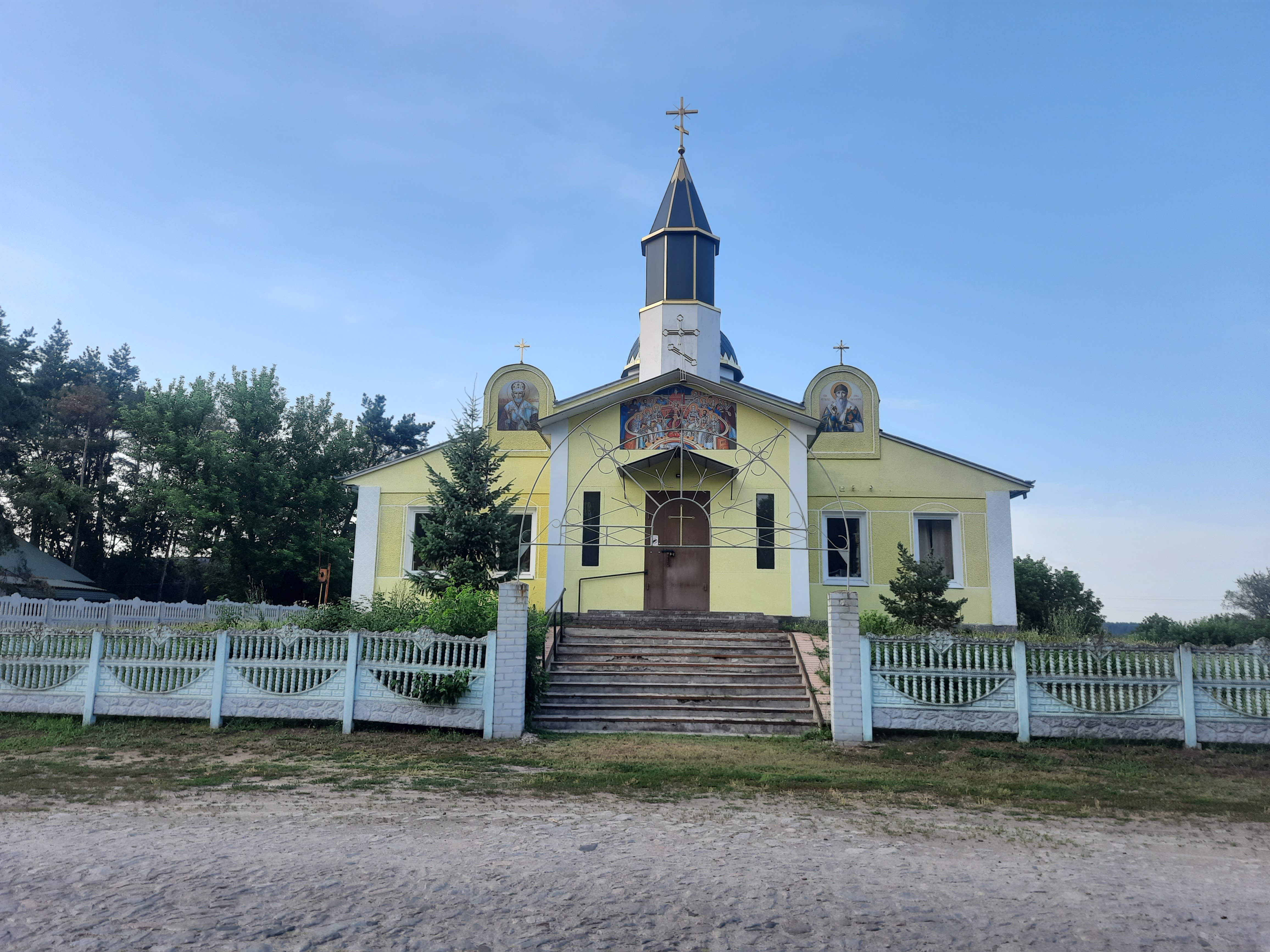
Церква Святителя Миколая Чудотворця
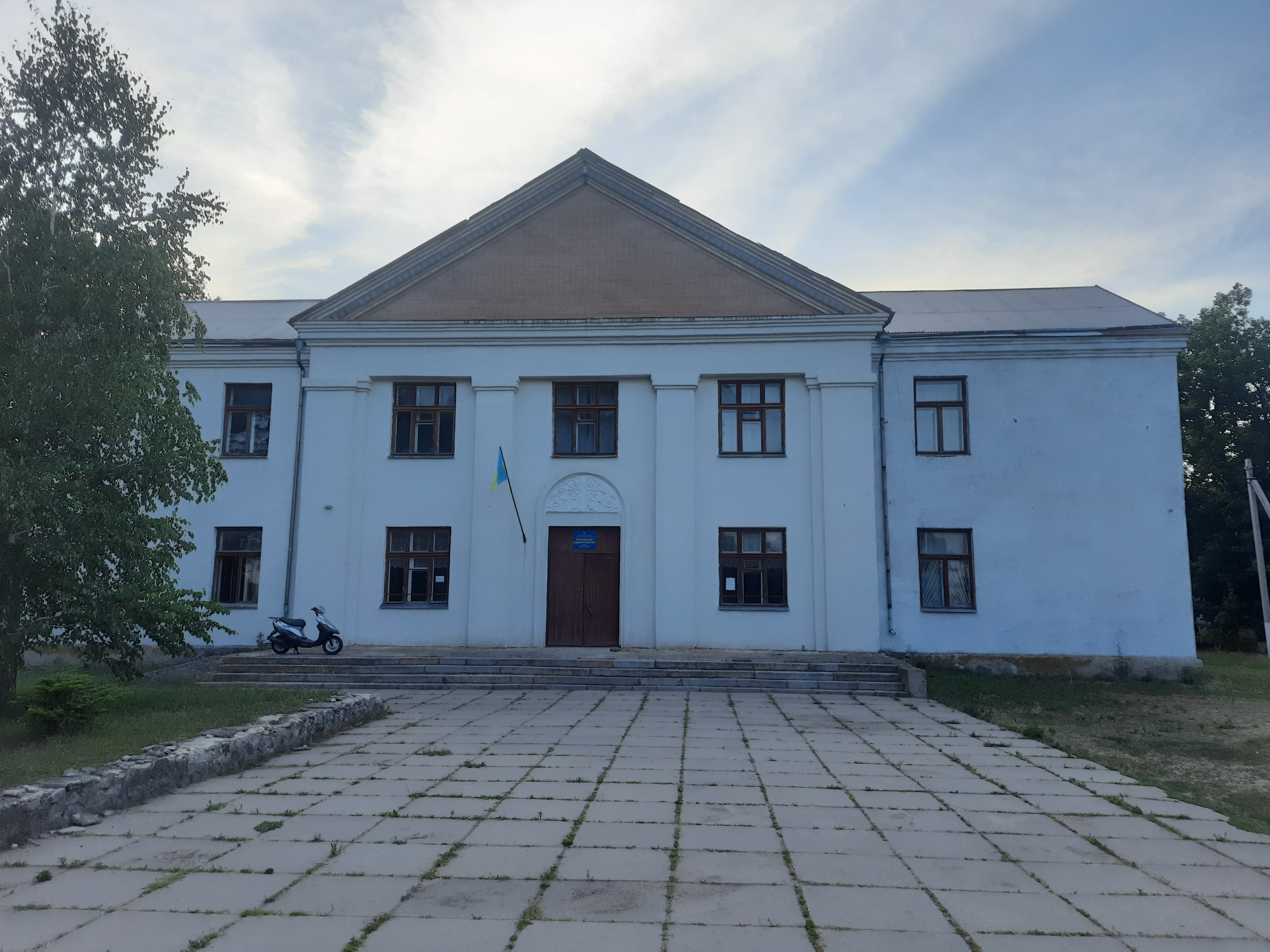
Будинок культури
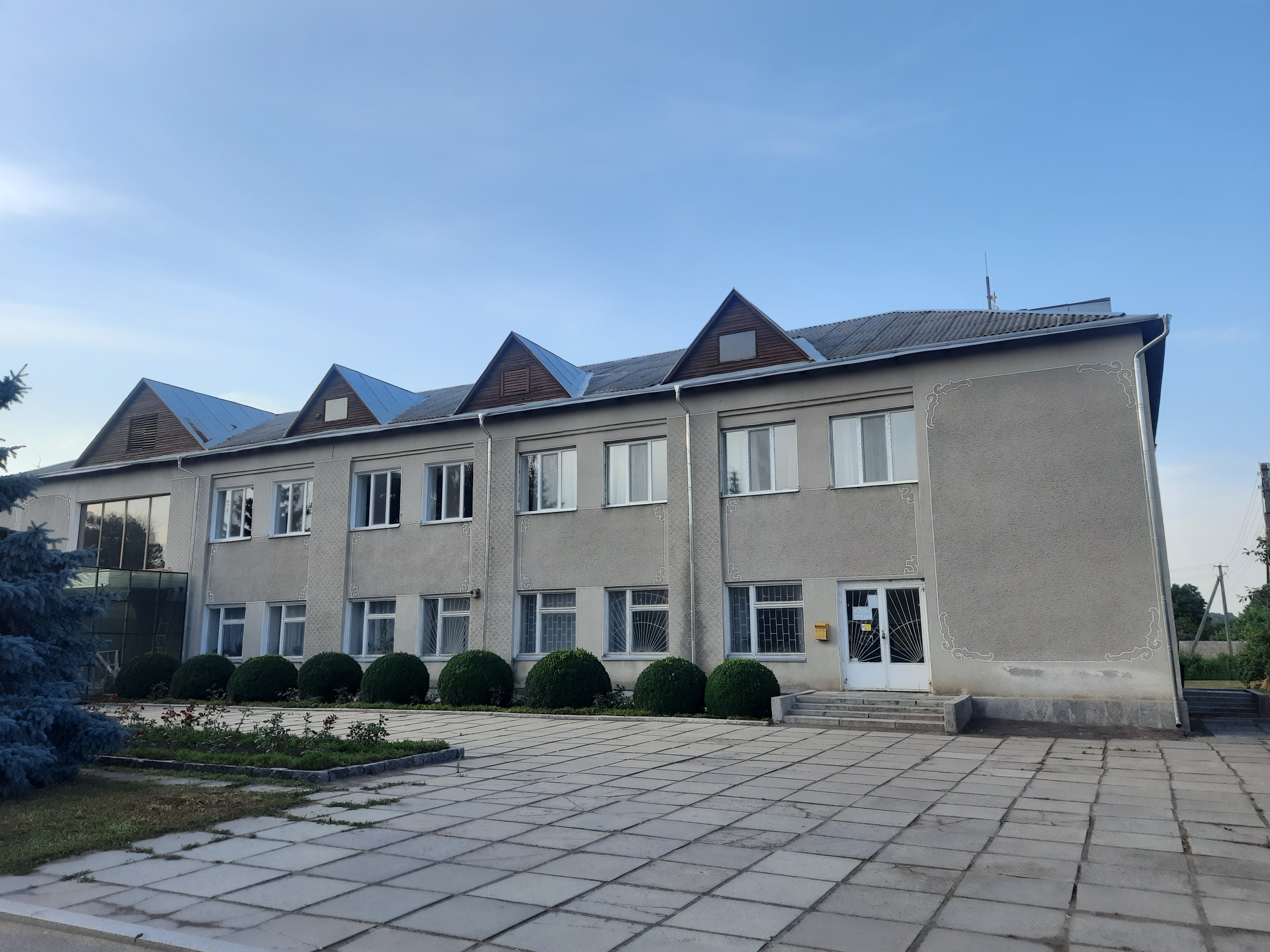
Адмінбудівля
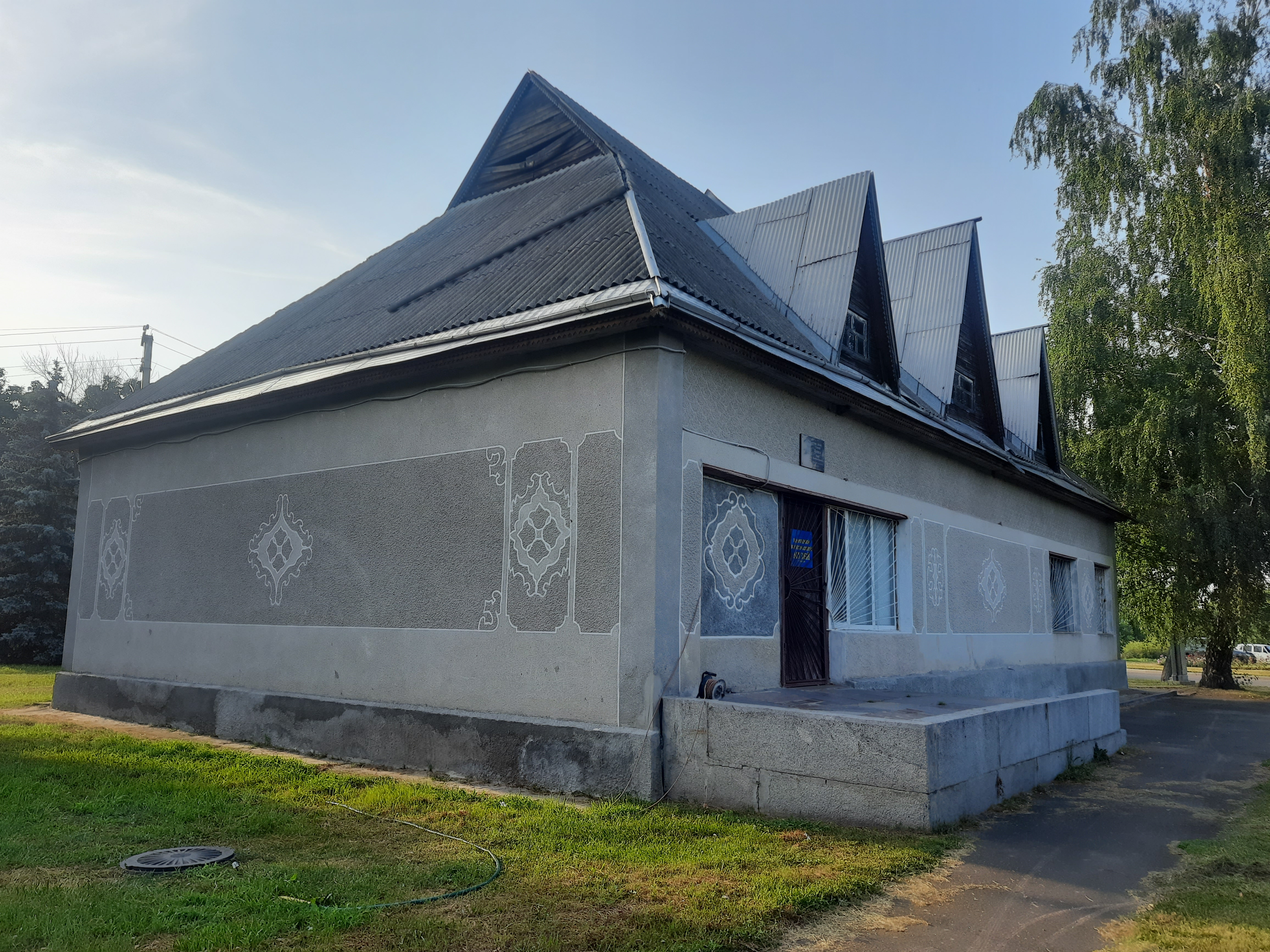
Крутьківський народний краєзнавчий музей імені Бориса Кіппи
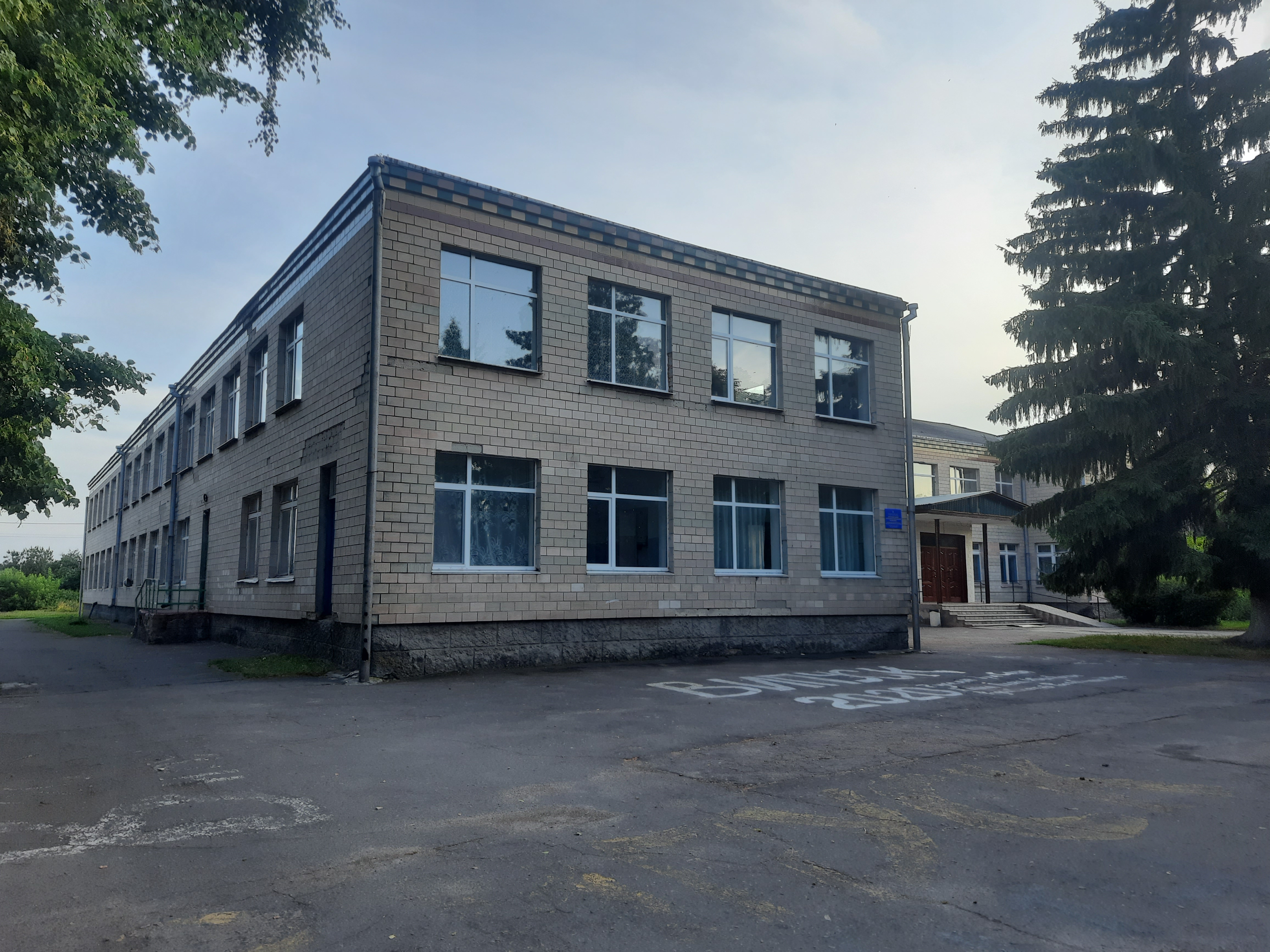
Школа
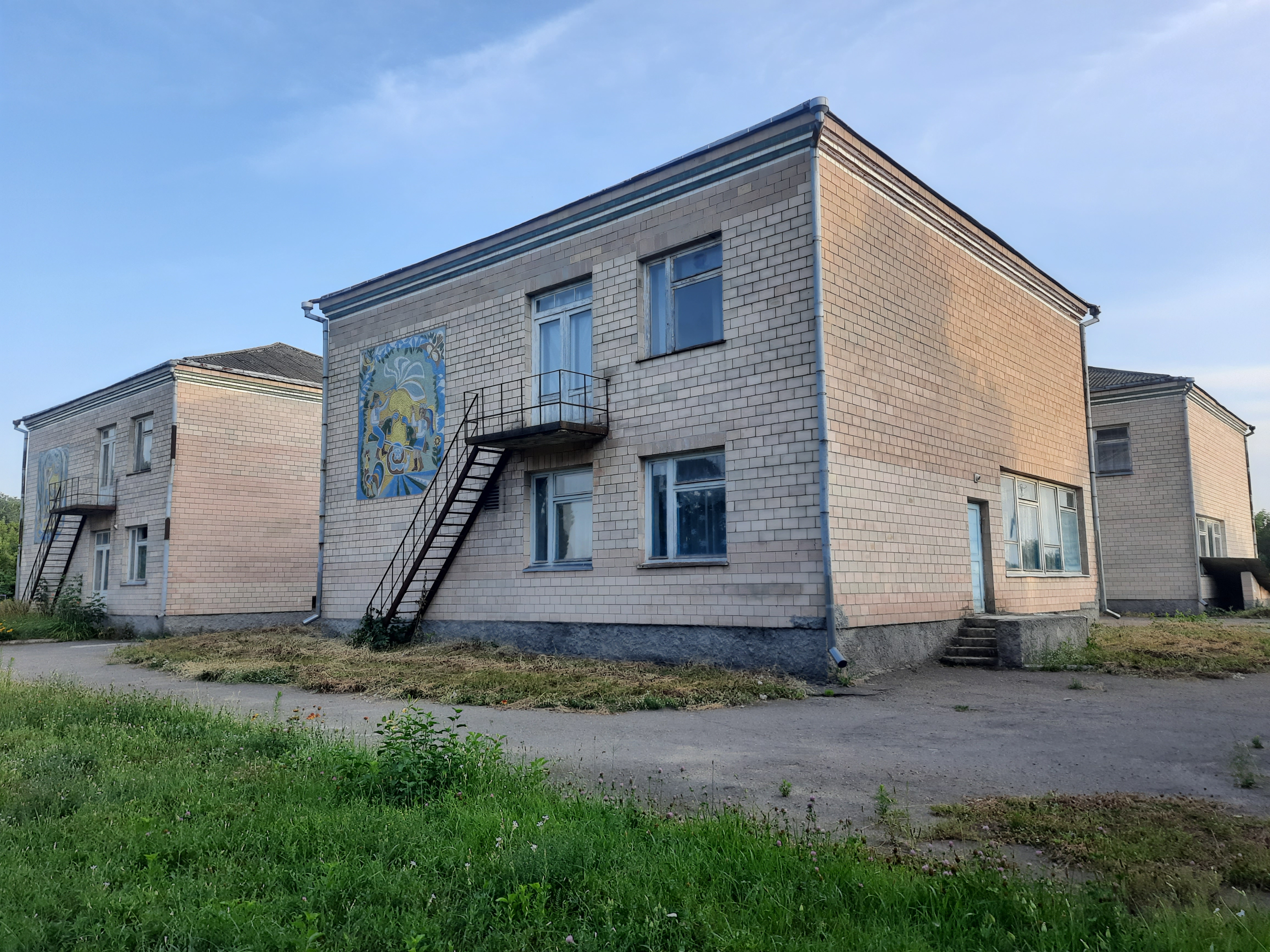
Дитячий садок
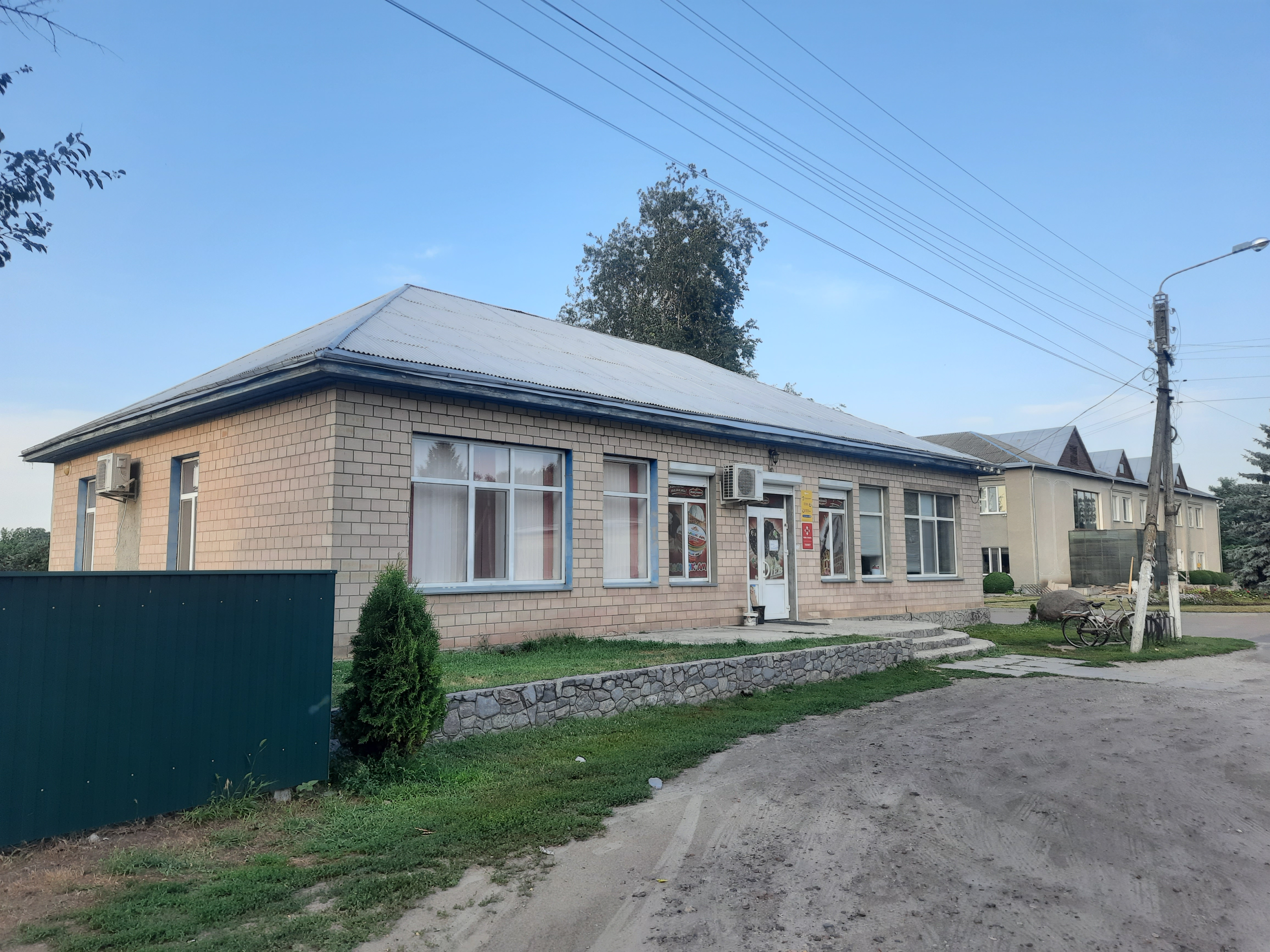
Поштове відділення
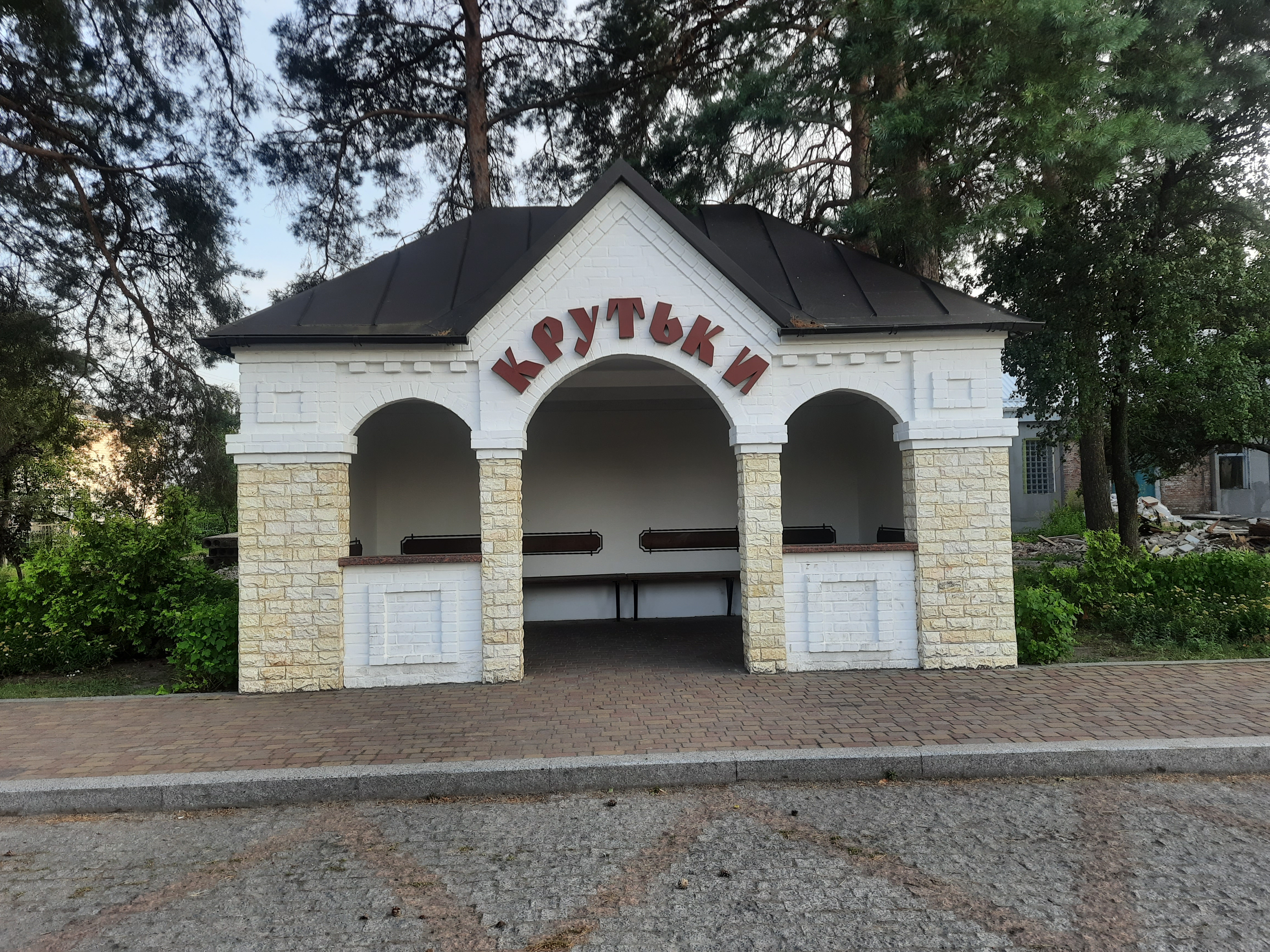
Автобусна зупинка
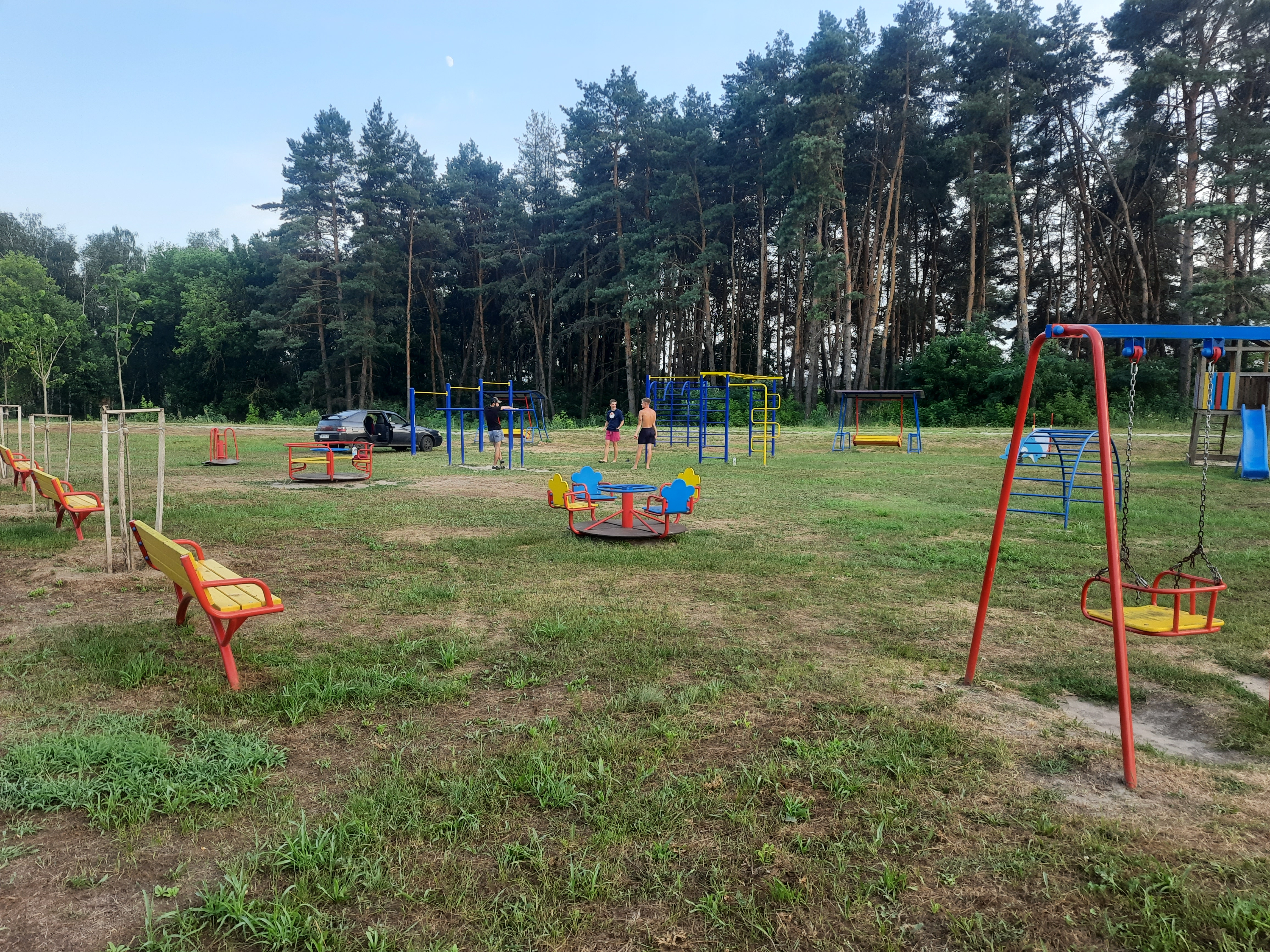
Спортивний майданчик